# Innaren
Innaren är en sjö i Växjö kommun i Småland och ingår i Mörrumsåns huvudavrinningsområde. Sjön är 19 meter djup, har en yta på 14,9 kvadratkilometer och befinner sig 176 meter över havet. Sjön avvattnas av vattendraget Rottneån. Vid provfiske har en stor mängd fiskarter fångats, bland annat abborre, bergsimpa, braxen och elritsa. Största ö är Arnö.

## Delavrinningsområde
Innaren ingår i delavrinningsområde (631982-144408) som SMHI kallar för Utloppet av Innaren. Medelhöjden är 191 meter över havet och ytan är 54,05 kvadratkilometer. Räknas de 2 avrinningsområdena uppströms in blir den ackumulerade arean 97,14 kvadratkilometer. Rottneån som avvattnar avrinningsområdet har biflödesordning 2, vilket innebär att vattnet flödar genom totalt 2 vattendrag innan det når havet efter 128 kilometer. Avrinningsområdet består mestadels av skog (53 procent) och jordbruk (11 procent). Avrinningsområdet har 14,85 kvadratkilometer vattenytor vilket ger det en sjöprocent på 27,4 procent.

## Fisk
Vid provfiske har följande fisk fångats i sjön:
- Abborre
- Bergsimpa
- Braxen
- Elritsa
- Gärs
- Gädda
- Löja
- Mört
- Sik
- Siklöja
- Sutare